# Ostra da Guigui
O Bloco Recreativo Ostra da Guigui é um bloco carnavalesco da cidade de Florianópolis em Santa Catarina. Foi fundado no dia 12 de Dezembro de 1998.
Estreou em 2006 como bloco de enredo desfilando na passarela Nego Quirido e levou para avenida um enredo sobre os pescadores da ilha, obtendo o terceiro lugar, sua melhor posição.
Em 2010, homenageou o vereador Márcio de Souza.
Foi o terceiro bloco a desfilar em 2011, quando homenageou o pesquisador Franklin Cascaes.

## Carnavais
| Ostra da Guigui | Ostra da Guigui | Ostra da Guigui | Ostra da Guigui                                                      | Ostra da Guigui | Ostra da Guigui | Ostra da Guigui | Ostra da Guigui | Ostra da Guigui | Ostra da Guigui |
| Ano             | Colocação       | Grupo           | Enredo                                                               | Carnavalesco    | Intérprete      | Ref             |                 |                 |                 |
| --------------- | --------------- | --------------- | -------------------------------------------------------------------- | --------------- | --------------- | --------------- | --------------- | --------------- | --------------- |
| 2006            | 3º lugar        | Especial        | 100% pescadores da ilha.                                             |                 |                 | [ 3 ]           |                 |                 |                 |
| 2007            | 4° lugar        | Especial        | 100% Mazinho do Trambone                                             |                 |                 | [ 3 ]           |                 |                 |                 |
| 2008            | 9° lugar        | Especial        | 100% Pescadores da Ilha                                              |                 |                 | [ 3 ]           |                 |                 |                 |
| 2009            | 10°lugar        | Especial        | Nega Tide – 54 anos de Carnaval                                      |                 |                 | [ 3 ]           |                 |                 |                 |
| 2010            | 7° lugar        | Especial        | Vida e luta de um vencedor: Márcio de Souza Compositor: Jadson Fraga |                 | Jadson Fraga    | [ 3 ] [ 1 ]     |                 |                 |                 |
| 2011            | 9° Lugar        | Especial        | Mito e Magia, Personagem que já fez história! Franklin Cascaes       |                 |                 | [ 3 ] [ 6 ]     |                 |                 |                 |
| 2012            | 8° Lugar        | Especial        | Vida e história de um pioneiro, Carl Hoepcke                         |                 |                 |                 |                 |                 |                 |
|                 |                 |                 |                                                                      |                 |                 |                 |                 |                 |                 |